# Marvin Chávez
Marvin Antonio Chávez (La Ceiba, 3 novembre 1983) è un ex calciatore honduregno, di ruolo centrocampista.

## Carriera

### Club
Ha trascorso la maggior parte della sua carriera professionale in Honduras, per il CD Victoria e per il Marathón.
Nel mese di giugno del 2009 viene ceduto in prestito al Dallas.

### Nazionale
È stato membro della nazionale dal 2006 al 2014.

## Palmarès

### Club

#### Competizioni Nazionali
- MLS Supporters' Shield: 1

San Jose Earthquakes: 2012